# Giacomo Gherardi
Giacomo (Jacopo, Iacopo) Gherardi, apodado El Volterrano, (Volterra, 25 de julio de 1434 - Roma, septiembre de 1516) fue un curial, eclesiástico y escritor italiano.

## Biografía
Hijo de Niccolò Gherardi, no se puede decir con certeza si fue fruto del primer matrimonio de éste con Margherita di Namo o del segundo con Albiera di Nanni.  También se desconoce la filiación de sus hermanos Michele, Benedetto y Selvaggia.
Tras hacer sus primeros estudios en Volterra, a los once años marchó a Florencia acogido por sus parientes los Spinelli, y más tarde a Siena con los Piccolomini.  Ordenado sacerdote a los veinticuatro se estableció en Roma, donde desde 1463 fue secretario del cardenal Giacomo Ammannati Piccolomini, bajo cuya protección fue nombrado arcipreste de la catedral de Volterra y secretario apostólico.
Camarero de honor de Sixto IV desde 1479,  tras la muerte del papa en 1484 se retiró a Volterra hasta que tres años después Inocencio VIII le encargó acompañar al obispo de Cesena Pietro Menzi en misión diplomática al rey de Nápoles Fernando I, que había encarcelado a los barones del reino.  Ese mismo año actuó como nuncio ante el señor de Florencia Lorenzo de Médici y ante el regente de Milán Ludovico Sforza intentando conseguir su ayuda contra el napolitano.
A finales de 1491 llegó a Pisa, llamado por Lorenzo de Médici para oficiar como preceptor de su hijo Giovanni en sustitución de Angelo Poliziano y Bernardo Michelozzi.
Durante los pontificados de Alejandro VI, Pío III y Julio II permaneció en Volterra, haciendo viajes ocasionales a Roma.  
En 1512 fue nombrado obispo de Segni, y el año siguiente de Aquino, en cuya dignidad participó en el V concilio de Letrán.

## Obras
Dejó escrito un diario de los acontecimientos ocurridos en Roma durante los últimos años del pontificado de Sixto IV, entre septiembre de 1479 y agosto de 1484, considerado una fuente de información relevante y fiable por la variedad e importancia de los hechos narrados, por el número de personajes descritos y por su imparcialidad.
Fue editado y publicado por vez primera por Ludovico Antonio Muratori en 1733; la edición crítica la llevó a cabo Enrico Carusi en 1904.